# Baruyas
Les Baruyas constituent une tribu de Papouasie-Nouvelle-Guinée. Le territoire occupé par les Baruyas est situé dans une montagne surplombant la Basse-Terre de la partie orientale de l'île de Nouvelle-Guinée, entre 2 000 et 2 500 m d'altitude. Ils sont approximativement 1500 à vivre dans les vallées de Wonenara et Marawaka. La société baruya est fondée, d'après l'anthropologue français Maurice Godelier, sur le principe de la domination masculine sur les femmes.

## Histoire
Ce peuple a été rencontré pour la première fois par des Occidentaux, australiens, en 1951. La Papouasie-Nouvelle-Guinée était colonisée par l'Australie ; la première administration coloniale en terrain baruya remonte à 1960. La Papouasie-Nouvelle-Guinée accède à l'indépendance en 1975.
L'anthropologue structuralo-marxiste Maurice Godelier en a livré les études les plus approfondies à l'occasion d'une succession de voyages en Nouvelle-Guinée. Il y a appris des Baruyas que leur société n'existait comme telle que depuis deux ou trois siècles. Des clans disparates se sont progressivement constitués en tribu, en reconnaissant entre eux une identité culturelle commune, à la suite d'arrivées successives d'immigrants provenant de différents lieux de Papouasie. Il a ainsi fondé sur l'étude des Baruyas d'importants développements de l'anthropologie, par exemple sur la distinction nécessaire entre l'imaginaire et le symbolique, sur la part du corps dans la constitution du sujet social et plus récemment sur la distinction entre les choses que l'on vend, les choses que l'on donne et celles qu'il ne faut ni vendre ni donner mais transmettre. Les Baruyas transmettent leur héritage culturel en confiant à leurs enfants des objets enterrés et destinés à y rester.
Maurice Godelier a également pu observer et analyser les transformations de cette société avec l'arrivée des Australiens sur l'île. Les Baruyas sont des essarteurs, tout comme les Tsembagas ou les Fouyoughés, défrichant la forêt pour cultiver des tubercules, le taro et la patate douce, avec des cycles de longues jachères, et élevant des porcs semi-domestiques. L'introduction de la technologie des colons australiens les précéda ; quand ils arrivèrent chez les Baruyas, ceux-ci avaient déjà abandonné l'ancestrale herminette en pierre taillée, qu'ils confectionnaient eux-mêmes, au profit de la hache en acier, qu'ils achetèrent à d'autres tribus, puis à des missionnaires-commerçants. Pendant le défrichage, les femmes aident uniquement au déblayage de la zone, l'utilisation d'outils travaillés leur étant traditionnellement interdit. Avec les haches, le travail est environ trois fois plus rapide et est moins fatigant, ce qui allège la charge de travail des hommes baruyas qui peuvent créer davantage de zones cultivables, et utiliser du bois plein pour faire des clôtures, et non plus en bois léger ou creux comme c'était le cas auparavant. Parallèlement, l'adoption de cette nouvelle technologie représente une charge de travail supplémentaire pour les femmes baruyas car ce sont elles qui cultivent les jardins et qu'il y en a davantage dorénavant.
Très rapidement, la société baruya est entrée dans l'économie de marché, a été intégrée de force dans un État et, de plus, s'est retrouvée exposée au prosélytisme des missions chrétiennes.

## Domination masculine
Maurice Godelier a souligné en quoi l'organisation sociale de la tribu, notamment articulée autour des big men, ses institutions et ses mythes étaient articulés avec la domination masculine qui y régnait et la très forte inégalité symbolique et pratique entre les sexes qui en découlait.
Les mythes baruyas expliquent que les principaux luminaires du ciel, le soleil et la lune, sont de sexe masculin. Soleil a enfanté les hommes ; Lune a créé les femmes. Ces dernières sont donc issues d'un principe masculin.
Par ailleurs, les hommes ont reçu force et puissance de Soleil. Or les hommes secrètent du sperme, tandis que les femmes secrètent du lait (principe positif) et du sang issu du cycle menstruel (principe négatif).
Les mythes expliquent que c'est le sperme de l'homme qui permet aux femmes d'avoir du lait. Il faut donc que les femmes absorbent le plus souvent possible ce sperme, en particulier par la pratique de fellations rituelles régulières. L'enfant à naître est, de même, nourri par le sperme du père, ce qui justifie pour les Baruyas la multiplication des rapports sexuels pendant la grossesse,.
Godelier précise que les femmes sont écartées des hommes lorsqu'elles ont leur cycle menstruel ; que des maisons réservées aux femmes et réservées aux hommes sont construites dans les villages barruyas ; que certains sentiers sont réservés aux hommes et d'autres aux femmes (les sentiers des hommes étant plus grands que ceux destinés aux femmes et situés plus en hauteur par rapport à ces derniers).

## Agriculture et élevage
Les femmes baruyas cultivent la terre et récoltent des taros et des patates douces dans des jardins, à la main ou avec des bâtons, en compagnie des enfants, tous sexes confondus, jusqu'à ce que les garçons soient initiés. En langue baruya, il y a de nombreux vocables pour parler des différents genres de terre correspondant aux plantations. La culture de tubercules appauvrissant progressivement les sols, les jardins sont mis en longues jachères au bout de quelques années. Les jardins, privatifs, sont délimités en parcelles, après le défrichage. Les Baruyas s'entraident pour construire des clôtures.
Ces clôtures visent à préserver l'agriculture vivrière de l'intrusion des porcs, constituant la seconde ressource nourricière des Baruyas. Ces cochons sont semi-domestiques, ils se nourrissent eux-mêmes de ce qu'ils trouvent dans la forêt avoisinante. Les mâles sont castrés à l'âge de trois mois ; ce sont des mâles sauvages qui fécondent les truies. La pratique de la castration des porcs domestiques s'explique par le besoin de limiter une éventuelle augmentation de la population porcine, qui risque alors de s'en prendre aux récoltes. Les Baruyas ont eu la possibilité dans les années 1970 d'adopter une nouvelle race de porcs européens, mais ceux-ci, trop domestiques et dépendants des humains pour se nourrir, ne leur convenait pas.
Les Baruyas cultivent de façon communautaire la Coix lacryma-jobi (canne-à-sel), qui leur sert à fabriquer leur propre monnaie.

## Économie
La monnaie baruya traditionnelle est la barre de sel. Les barres de sel sont fabriquées de façon rituelle à partir des cendres filtrées de la canne-à-sel, séchées à feu régulier dans des tubes de bambous, puis standardisées. Elles sont sécables pour s'ajuster à la commodité des échanges.
Les Baruyas s'en servent pour troquer des produits manufacturés à d'autres tribus. Il n'y a pas de corrélations entre le temps de travail nécessaire à la production de cette monnaie et le temps nécessaire à la production du produit échangé, ce qui distingue la barre de sel des monnaies occidentales correspondant théoriquement à une valeur travail. Ce n'était pas le cas à l'introduction de la monnaie coloniale, mais désormais les barres de sel peuvent être échangées contre de l'argent.
Entre eux, les Baruyas ne pratiquent pas le travail salarié. Celui-ci a été introduit avec les missionnaires-commerçants australiens. Les femmes ont été les premières à travailler pour un salaire, à des travaux de tissage par exemple. Les hommes ont par la suite commencé à travailler pour un salaire en s'engageant comme travailleurs agricoles dans des plantations en dehors de leur territoire sur la base de contrats renouvelables de deux ans.

### Vidéo
- À la découverte des Baruyas de Nouvelle-Guinée, de Maurice Godelier.
- To find the Baruya Story de Stephen Ollson & Allison Jablonko, aperçu de la culture Baruya à travers une étude de terrain de Maurice Godelier.